# Тейлор, Энид Стемп
Эни́д Стемп Те́йлор (англ. Enid Stamp Taylor; 12 июня 1904, Монкситон, Нортумберленд, Англия, Великобритания — 13 января 1946, Лондон, Англия, Великобритания) — британская актриса.

## Биография

Энид Стемп Тейлор с дочерью

Энид Стемп Тейлор родилась 12 июня 1904 года в Монкситоне (Нортумберленд, Англия, Великобритания). Её родители, Джордж и Агнес, развелись в 1918 году. Младший брат будущей актрисы, Джеффри Робин, скончался в возрасте 10-ти лет.
В 1922 году Энид победила на конкурсе красоты, а в 1927 году она начала сниматься в кино. Её дебютом в кино стала роль Джейн в фильме «Земля надежды и славы», а роль Берты в фильме «Караван» 1946 года выпуска стала для неё последней работой в кино. Всего актриса сыграла 41 роль.
В 1929—1936 года Энид была замужем за Сидни Колтоном, от которого в 1934 году родила дочь — Робин Энн Колтон.
Зимой 1946 года в результате неудачного падения в ванной Энид получила серьёзные травмы головы и скончалась 13 января 1946 года в Лондоне (Англия, Великобритания).